# Вернигероде
Вернигероде (на немски: Wernigerode) е град в Саксония-Анхалт, Германия с 33 108 жители (към 31 декември 2015).
Вернигероде се намира в планината Харц. За пръв път е споменат в документ през 1121 г. На 17 април 1229 г. получава права на град.
- Дворецът Вернигероде през зимата